# بورچین ترزی‌اوغلو
بورچین ترزی‌اوغلو (به ترکی استانبولی: Burçin Terzioğlu) (زاده ۹ مارس ۱۹۸۰ در استانبول) بازیگر و مدل اهل ترکیه است.

## زندگی‌نامه
بورچین از سن ۵ سالگی بازیگری را آغاز کرد. او در چندین فیلم و سریال در دهه ۱۹۸۰ به ایفای نقش پرداخته است. وی بعدها در دانشگاه در رشته بازیگری تحصیل کرد. از کارهای برجسته او می‌توان به سریال‌های ایزل، مرحمت و پویراز کارایل اشاره کرد.

## زندگی شخصی
بورچین در سال ۲۰۰۸ با بازیگر مقابلش در سریال طوفان یعنی مراد ییلدریم ازدواج کرد. آن‌ها بعد شش سال در تابستان ۲۰۱۴ از یکدیگر جدا شدند.